# گذرنامه یمنی

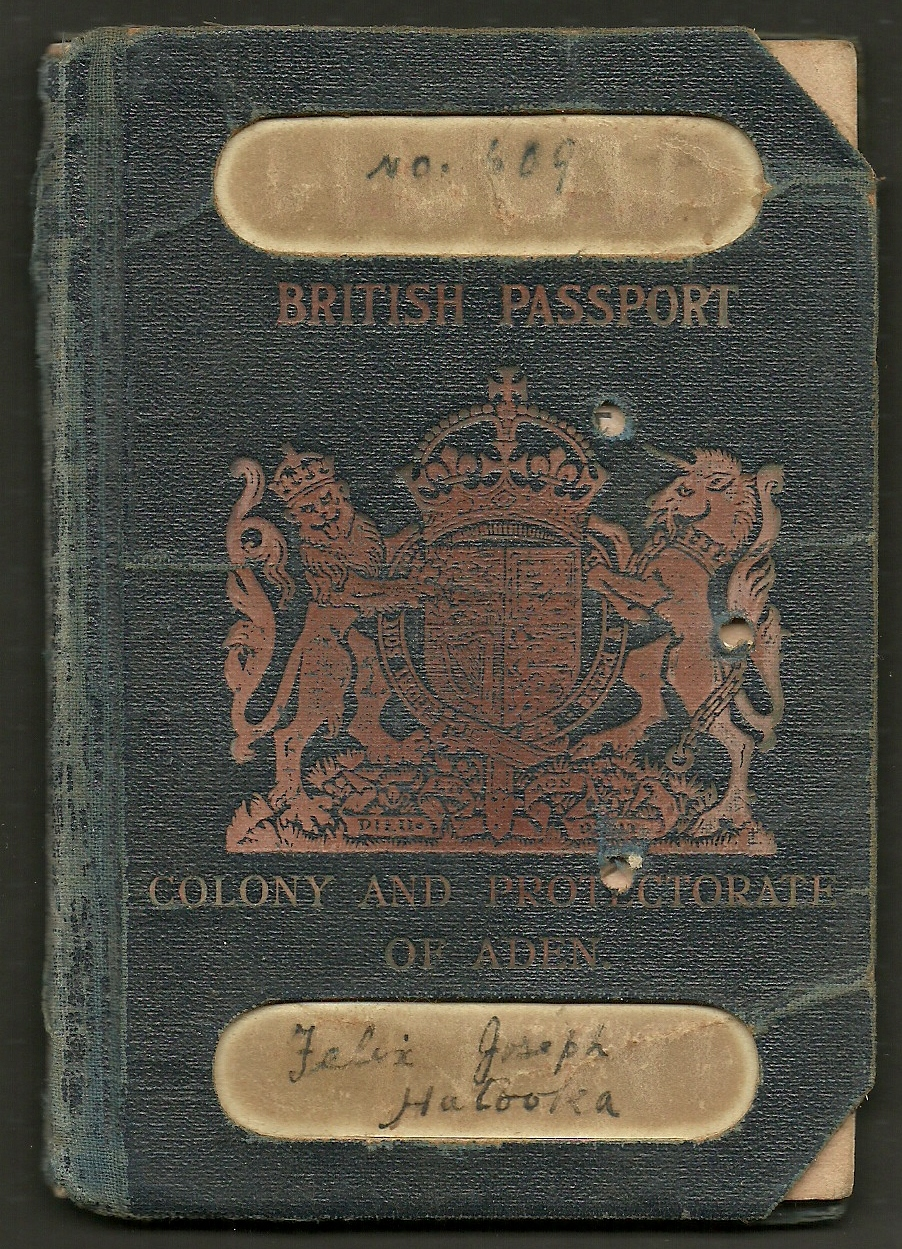
نمایی از یک‌نسخه قدیمی از گذرنامهٔ یمنی سال ۱۹۴۰ (تحت قیمومت بریتانیا)

گذرنامهٔ یمنی یک مدرک سفر بین‌المللی است که توسط کشور یمن صادر می‌شود و بنا بر داده‌های سال ۲۰۲۳، دارندگان آن می‌توانستند به ۳۴ کشور دیگر بدون دریافت ویزا سفر کنند یا ویزا را در بدو ورود دریافت نمایند. این گذرنامه بر اساس رتبه‌بندی شاخص گذرنامهٔ هنلی در سال ۲۰۲۳ در رتبهٔ ۱۰۷ قرار داشت.